# Међано (Перуђа)
Међано је насеље у Италији у округу Перуђа, региону Умбрија.
Према процени из 2011. у насељу је живело 166 становника. Насеље се налази на надморској висини од 451 м.